# جوزيف لانكستر برينت
جوزيف لانكستر برينت (بالإنجليزية: Joseph Lancaster Brent)‏ هو كاتب وسياسي أمريكي، ولد في 30 نوفمبر 1826 في الولايات المتحدة، وتوفي في 27 نوفمبر 1905 في بالتيمور في الولايات المتحدة. انتخب عضو مجلس نواب لويزيانا.